# Teun den Hartigh
Teunis (Teun) den Hartigh, ook gekend als F. Hartigh (Zuid-Beijerland, 4 november 1890 – Rotterdam, 27 mei 1936) was een Nederlands voetballer.

## Biografie
Teun den Hartigh was de zoon van Klaas den Hartigh en Bastiaantje den Hartigh. Hij trouwde op 23 januari 1919 met Maria Faes.
In 1910 werd hij lid van de Sparta. Hij maakte zijn debuut in het eerste elftal op 23 maart 1913 in de vriendschappelijke wedstrijd tegen Dulwich Hamlet.
Hij speelde van 1913 tot 1914 bij AFC Ajax als rechtsbuiten. Van zijn debuut in het kampioenschap op 12 oktober 1913 tegen VOC tot zijn laatste wedstrijd op 3 mei 1914 tegen UVV speelde den Hartigh in totaal 17 wedstrijden en scoorde 4 doelpunten in het eerste elftal van Ajax.
Hij was directeur van de Belgium Star Ship Co en Agence Maritime T. den Hartigh.
Overleed op 27 mei 1936 op 45-jarige leeftijd in het ziekenhuis aan de gevolgen van een auto-ongeluk in Rotterdam.. 30 mei begraven in het familiegraf in het Crooswijk.

## Statistieken
| Club  | Seizoen | Competitie | Competitie | Beker | Beker | Totaal | Totaal |
| Club  | Seizoen | Wed.       | Dlp.       | Wed.  | Dlp.  | Wed.   | Dlp.   |
| ----- | ------- | ---------- | ---------- | ----- | ----- | ------ | ------ |
| Ajax  | 1913/14 | 17         | 4          | 0     | 0     | 17     | 4      |
| Total | Total   | 17         | 4          | 0     | 0     | 17     | 4      |